# Chiller
Chiller は、1986年にエキシディから発売されたライトガン形式のアーケードゲームである。
また、1990年には Nintendo Entertainment System向けに非公式の移植版が発売されており、 ファミリーコンピュータの光線銃に対応している。アメリカ合衆国ではAmerican Game Cartridgesが、オーストラリアではHome Entertainment Suppliersがそれぞれ販売を担当した。

## システム
本作は、拷問室（torture chamber）,ラック室（rack room）、幽霊屋敷の廊下（ haunted house hallway）、墓地（ graveyard）の全4ステージで構成される 。
一定数のスコアを得た場合は、高速で移動する標的を撃つボーナスステージへと移行する。また、各ステージ間にはスロットマシンで遊ぶことができる
前半2ステージでは、制限時間内に拷問器具にとらわれたNPCを射殺していく。ただし、急所を撃ってもすぐに死ぬわけではなく、撃った個所が肉塊として散らばるだけである 。その代わり、拷問装置を撃って仕掛けを作動させることで、NPCが死ぬまでの時間を短縮できるほか、死亡描写も過激なものとなる。
前半の2ステージが終わった後、より古典的なシューティングゲームのステージに移行し、これらのステージではステージ内をうろつくゾンビや幽霊、ミイラを撃っていく。

## 反響・評価
その残酷描写から、本作の設置を拒否するゲームセンターが相次いだ。
その一方で、ウェブサイト「Kotaku」のルーク・ウィンクル（Luke Winkie）は、アメリカ合衆国においては本作と同様のビジネスモデルが斜陽に差し掛かっていた点を指摘している。また、彼は同様の理由からティッパー・ゴアのような暴力表現を制限する団体以外による、きちんとした評価が行われなかったと指摘している。
日本のゲーム専門ニュースサイト「Game*Spark」のRIKUSYOは、残酷ゲーム特集の中で本作を1位に挙げており、無抵抗な拷問の被害者を撃つという内容がひどいとしつつも、妙に演出が作りこまれている点が何とも言えぬ味を出していると評価している。